# Équipe de France féminine de basket-ball en 2011

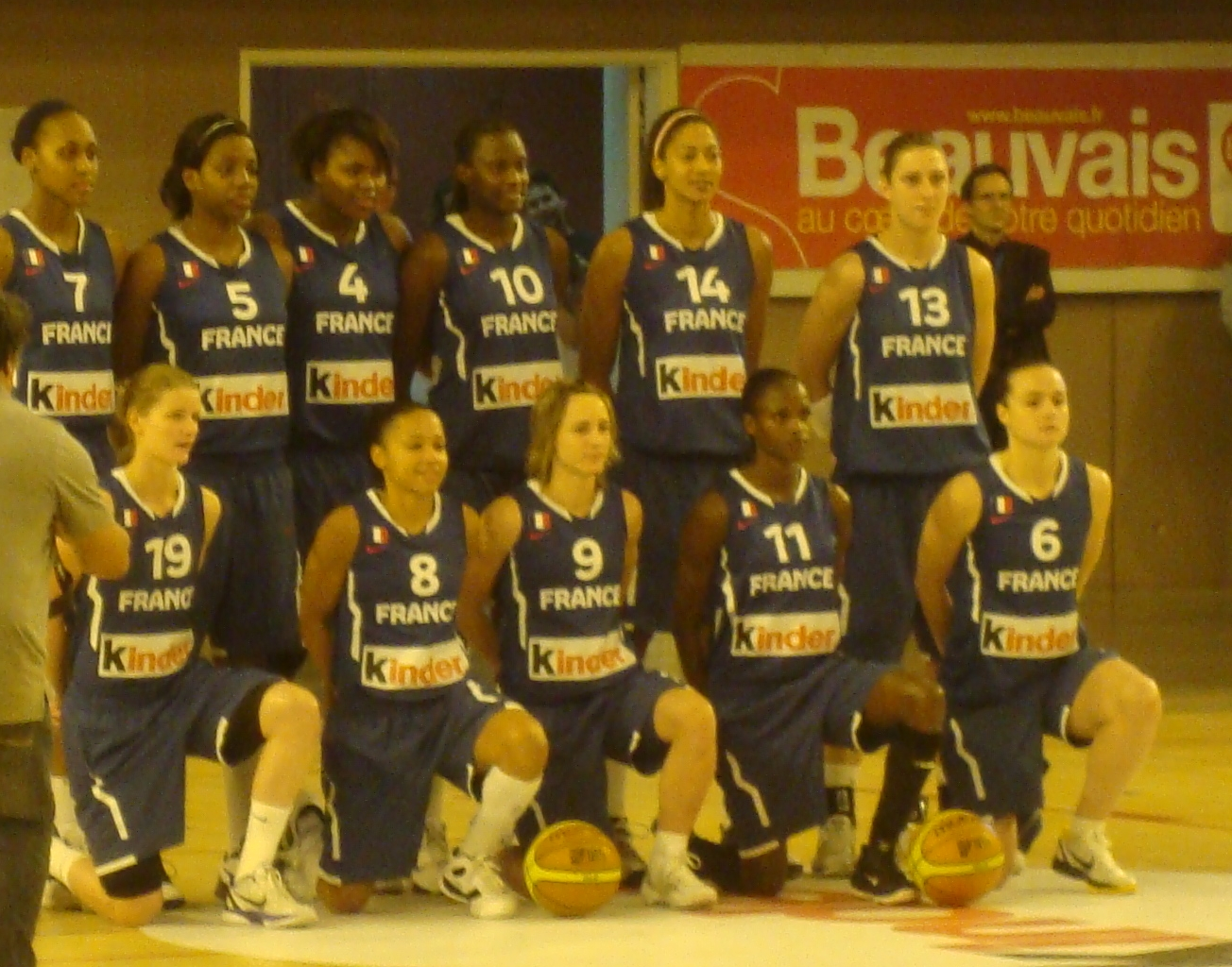
L'équipe de France en stage à Beauvais.

L'équipe de France dispute sa saison 2011 avec l'ambition de conserver son titre lors du championnat d'Europe disputé en Pologne du 18 juin au 3 juillet 2011. Le Bleues remportent la médaille de bronze.
Cette compétition, en plus d'attribuer un trophée, sert de sélection pour les jeux olympiques de Londres : l'équipe vainqueure est qualifiée d'office. Les équipes classées de 2 à 5 lors du championnat d'Europe sont qualifiées pour un tournoi pré-olympique, ouvert à douze équipes, disputé en 2012 et qui attribue cinq places.

## Une année en bleu

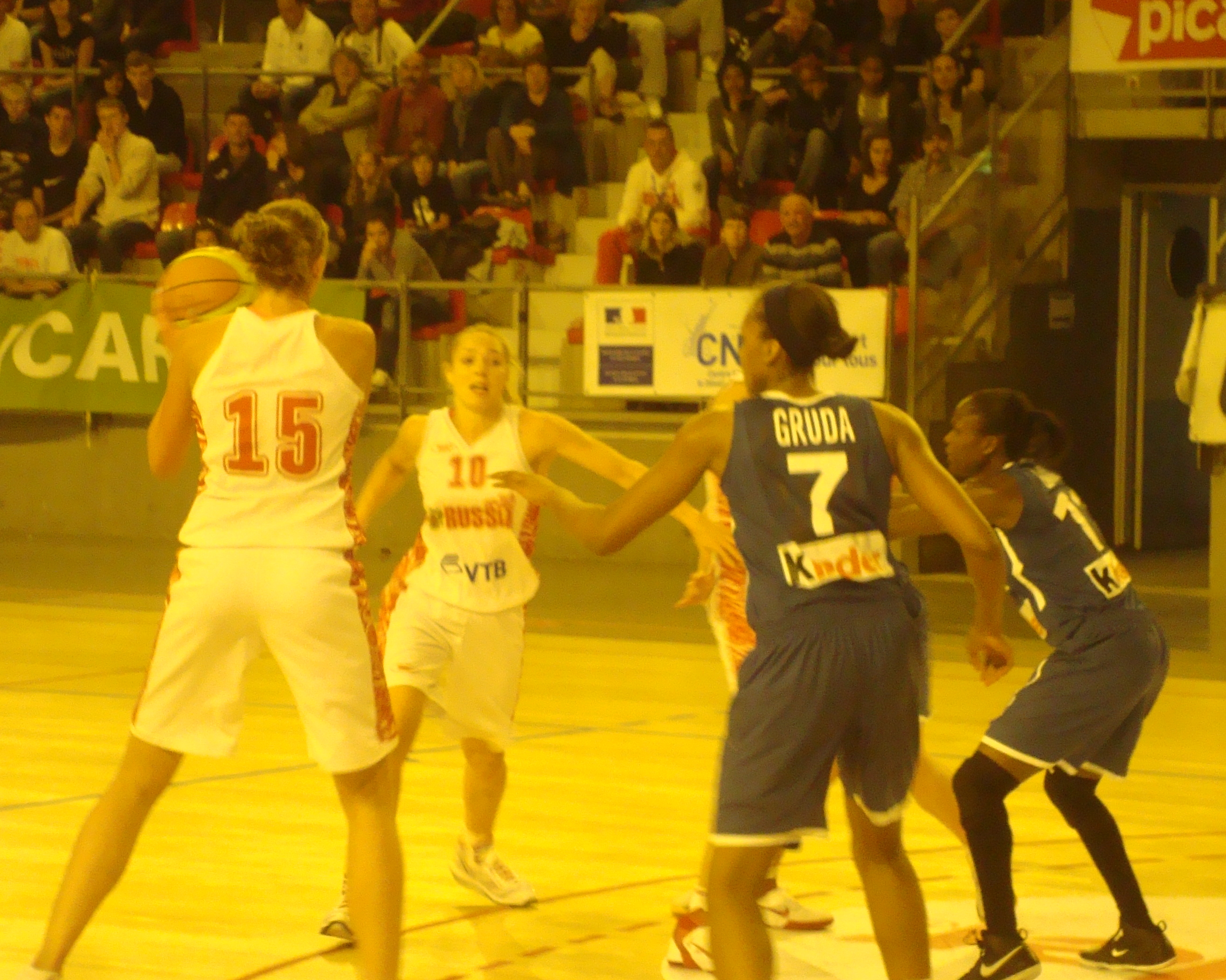
France-Russie à Beauvais.

Le jeudi 21 avril 2011, le sélectionneur Pierre Vincent publie une première liste de 29 joueuses présélectionnées pour le championnat d'Europe
. L'équipe de France commence sa préparation par un stage à Bourges du 2 au 13 mai. Celui-ci est réservé aux joueuses qui ont terminé leur saison en club.
Le 6 mai 2011, Pierre Vincent annonce la liste des 24 joueuses qui doivent être enregistrées à la FIBA. Parmi celles-ci, Edwige Lawson-Wade fait son retour sous le maillot bleu après plusieurs saisons d'absence. Le groupe est ensuite réduit à seize joueuses le 12 mai. Le 27, date de la première rencontre de préparation, Pierre Vincent resserre encore son groupe en se séparant de la meneuse Anaël Lardy et de l'arrière Paoline Salagnac. La première rencontre se solde par une victoire 84 à 59 sur la Belgique.
Le 29 mai 2011, Ana-Maria Cata-Chitiga et Pauline Krawczyk sont les dernières joueuses non retenues. la France remporte dans la foulée sa troisième victoire sur la Grèce 79 à 62 en creusant l'écart au 3e quart-temps (30-14) et en dominant les Grecques à l'intérieur (34 rebonds à 21).
À Prague, les Bleues sont victorieuses deux fois des Tchèques, vice-championnes du monde et disposant d'un jeu plus physique que les premières équipes affrontées. La première fois, elles l'emportent sur le score de 74 à 60, victoire due principalement à leurs joueuses extérieures (Edwige Lawson-Wade, Émilie Gomis...); la seconde victoire, 63-52, est liée à une belle performance du duo Sandrine Gruda-Isabelle Yacoubou-Dehoui (37 rebonds et 4 contres pour les Françaises contre 23 et 0 pour les Tchèques).
Les Bleues terminent leurs matches de préparation par trois nouvelles victoires lors du tournoi de Beauvais face au Canada, la Russie et la Biélorussie. Si la victoire face au Canada a nécessité une prolongation, les deux autres l'ont été plus nettement dans le dernier quart-temps. Lors de ces trois rencontres, la France a marqué cette fois la plupart de ses points à l'intérieur ou à mi-distance (Gruda trois fois meilleure marqueuse), ne tentant que peu de tirs à trois points.
Lors du tour préliminaire, la France débute par un franc succès face à la Croatie (86-40) , mais connaît la défaite (56-59 a.p.)face à une Lettonie emmenée par exceptionnelle Elina Babkina (26 points), avant de se reprendre face à la Grèce (64-55), ce qui lui permet d'accéder au second tour.
Face à l'Espagne, les Bleues réussissent un dernier quart temps exceptionnel (33-7) qui leur permet de battre les Ibériques (79-55), notamment avec des intérieures en verve (17 points pour Gruda, 16 pour Miyem, 8 rebonds pour Yacoubou-Dehoui) , avant d'affronter une surprenant équipe monténégrine qui reste invaincue. Privées d'Emmeline Ndongue blessée au tendon d'Achille et absente plusieurs mois, les Bleues ne parviennent pas à contenir l'intérieure Iva Perovanovic (22 points) et enregistrent une seconde défaite (68-73), mais elle réagissent pour l'emporter 58-54 face à la Pologne et se qualifier pour les quarts de finale.
En quart de finale, les Bleues affrontent les Lituaniennes. Après un score équilibré à la mi-temps, la France fait la différence en seconde période en usant leurs adversaires (Linkevičienė et Valentienė sorties pour 5 fautes) avec une contribution équilibrée de plusieurs joueuses (Gomis 14 points, Gruda, Lawson, Yacoubou et Dumerc à 13 points chacune) pour l'emporter 66 à 58. En demi-finale, les Françaises rencontrent la Turquie qui l'emporte après prolongation (62-68) malgré une grosse performance de Emilie Gomis, 24 points, son record en équipe de France, et 9 rebonds. Face aux Tchèques, vice-championnes du monde, les Bleues accrochent la médaille de bronze grâce notamment aux 26 points de Sandrine Gruda.

## L'équipe
- Sélectionneur : Pierre Vincent
- Assistants :  François Brisson, Thierry Moullec

| Poste      | Joueuse                  | Naissance       | Taille | Nombre matchs | Nombre points | Club(s) 2011         |
| ---------- | ------------------------ | --------------- | ------ | ------------- | ------------- | -------------------- |
| ailière    | Clémence Beikes          | 19 octobre 1983 | 1,78 m | 16            | 65            | Saint-Amand          |
| intérieure | Aurélie Bonnan           | 1er août 1983   | 1,87 m | 14            | 22            | USO Mondeville       |
| ailière    | Jennifer Digbeu          | 14 avril 1987   | 1,90 m | 17            | 59            | CJM Bourges Basket   |
| meneuse    | Céline Dumerc            | 9 juillet 1982  | 1,69 m | 17            | 90            | Ekaterinbourg        |
| arrière    | Émilie Gomis             | 18 octobre 1983 | 1,80 m | 17            | 151           | Villeneuve d'Ascq    |
| intérieure | Sandrine Gruda           | 25 juin 1987    | 1,95 m | 17            | 199           | Ekaterinbourg        |
| ailière    | Marion Laborde           | 9 décembre 1986 | 1,78 m | 13            | 39            | Basket Landes        |
| meneuse    | Edwige Lawson-Wade       | 14 mai 1979     | 1,66 m | 17            | 144           | Ros Casares Valence  |
| meneuse    | Florence Lepron          | 16 janvier 1985 | 1,82 m | 17            | 42            | Tarbes Gespe Bigorre |
| intérieure | Nwal-Endéné Miyem        | 15 mai 1988     | 1,88 m | 17            | 120           | CJM Bourges Basket   |
| intérieure | Isabelle Yacoubou-Dehoui | 21 avril 1986   | 1,90 m | 17            | 102           | Schio                |
| intérieure | Emmeline Ndongue         | 25 avril 1983   | 1,92 m | 12            | 72            | CJM Bourges Basket   |
| intérieure | Ana-Maria Cata-Chitiga   | 20 juin 1989    | 1,95 m |               |               | Tarbes Gespe Bigorre |
| ailière    | Pauline Krawczyk         | 17 mars 1985    | 1,83 m | 1             | 2             | Gdynia               |
| intérieure | Marielle Amant           | 9 décembre 1989 | 1,90 m |               |               | Arras                |
| ailière    | Mélanie Arnaud           | 26 avril 1988   | 1,84 m |               |               | Calais               |
| meneuse    | Camille Aubert           | 8 avril 1989    | 1,70 m |               |               | Toulouse             |
| intérieure | Julie Barennes           | 9 février 1986  | 1,83 m |               |               | Basket Landes        |
| intérieure | Élodie Bertal            | 16 mars 1984    | 1,92 m |               |               | Villeneuve d'Ascq    |
| meneuse    | Virginie Brémont         | 16 juillet 1987 | 1,77 m |               |               | Montpellier          |
| intérieure | Naura El Gargati         | 27 juillet 1980 | 1,92 m |               |               | Tarbes Gespe Bigorre |
| intérieure | Élodie Godin             | 5 juillet 1985  | 1,90 m |               |               | Tarente              |
| arrière    | Johanne Gomis            | 11 juillet 1985 | 1,79 m |               |               | Arras                |
| meneuse    | Sylvie Gruszczynski      | 26 mai 1986     | 1,72 m |               |               | Calais               |
| ailière    | Pauline Jannault-Lo      | 13 janvier 1987 | 1,92 m |               |               | Tarbes Gespe Bigorre |
| intérieure | Lætitia Kamba            | 10 janvier 1987 | 1,87 m |               |               | Saint-Amand          |
| meneuse    | Anaël Lardy              | 24 octobre 1987 | 1,70 m |               |               | CJM Bourges Basket   |
| ailière    | Sarra Ouerghi            | 7 juin 1985     | 1,82 m |               |               | Charleville-Mézières |
| arrière    | Paoline Salagnac         | 13 mars 1984    | 1,76 m |               |               | CJM Bourges Basket   |
| intérieure | Doriane Tahane           | 14 octobre 1989 | 1,92 m |               |               | Nantes-Rezé          |
| meneuse    | Ingrid Tanqueray         | 25 août 1988    | 1,66 m |               |               | Villeneuve d'Ascq    |
| intérieure | Pauline Thizy            | 7 février 1990  | 1,91 m |               |               | Mondeville           |

## Les matches
| Date                                                                 | Lieu            | Adversaire                           | Score          | Compétition | Meilleures marqueuse (France)                  |
| -------------------------------------------------------------------- | --------------- | ------------------------------------ | -------------- | ----------- | ---------------------------------------------- |
| 2 au 13 mai 2011 Stage à Bourges                                     |                 |                                      |                |             |                                                |
| 19 mai au 26 mai 2011 Stage à Divonne-les-Bains                      |                 |                                      |                |             |                                                |
| 27 mai au 29 mai 2011 Tournoi International dans l'Ain               |                 |                                      |                |             |                                                |
| 27 mai                                                               | Bellegarde      | Belgique                             | V 84-59        | A           | Nwal-Endéné Miyem (15 points)                  |
| 28 mai                                                               | Bourg-en-Bresse | Israël                               | V 76-40        | A           | Sandrine Gruda et Emmeline Ndongue (12 points) |
| 29 mai                                                               | Bourg-en-Bresse | Grèce                                | V 79-62        | A           | Marion Laborde (15 points)                     |
| 1er juin au 4 juin 2011 Stage à Prague                               |                 |                                      |                |             |                                                |
| 2 juin                                                               | Prague          | République tchèque                   | V 74-60        | A           | Edwige Lawson (14 points)                      |
| 3 juin                                                               | Prague          | République tchèque                   | V 63-52        | A           | Sandrine Gruda (20 points)                     |
| 5 juin au 9 juin 2011 Stage à Arras                                  |                 |                                      |                |             |                                                |
| 10 juin au 12 juin 2011 Tournoi International de Picardie à Beauvais |                 |                                      |                |             |                                                |
| 10 juin                                                              | Beauvais        | Canada                               | V 72-67 (a.p.) | A           | Sandrine Gruda et Émilie Gomis (16 points)     |
| 11 juin                                                              | Beauvais        | Russie                               | V 55-47        | A           | Sandrine Gruda (12 points)                     |
| 12 juin                                                              | Beauvais        | Biélorussie                          | V 73-61        | A           | Sandrine Gruda (15 points)                     |
| 18 juin au 3 juillet 2011 Championnat d'Europe en Pologne            |                 |                                      |                |             |                                                |
| 18 juin                                                              | Katowice        | Croatie                              | V 86-40        | CE          | Émilie Gomis, Edwige Lawson-Wade (13 points)   |
| 19 juin                                                              | Katowice        | Lettonie                             | D 59-56 (a.p.) | CE          | Nwal-Endéné Miyem (12 points)                  |
| 20 juin                                                              | Katowice        | Grèce                                | V 64-55        | CE          | Sandrine Gruda (19 points)                     |
| 22 juin                                                              | Katowice        | Espagne                              | V 79-55        | CE          | Sandrine Gruda (17 points)                     |
| 24 juin                                                              | Katowice        | Monténégro                           | D 68-73        | CE          | Nwal-Endéné Miyem (21 points)                  |
| 26 juin                                                              | Katowice        | Pologne                              | V 58-54        | CE          | Émilie Gomis (15 points)                       |
| 30 juin                                                              | Lodz            | Lituanie (quart de finale)           | V 66-58        | CE          | Émilie Gomis (14 points)                       |
| 2 juillet                                                            | Lodz            | Turquie (demi-finale)                | D 68-62 (a.p.) | CE          | Émilie Gomis (24 points)                       |
| 3 juillet                                                            | Lodz            | République tchèque (troisième place) | V 63-56        | CE          | Sandrine Gruda (26 points)                     |

D : défaite, V : victoire, AP : après prolongation
A : match amical, CE : championnat d'Europe 2011